# 명재남
명재남(明在南, 1938년 ~ 1999년 8월 3일)은 한기도와 한검도, 두 가지 무술을 창시한 한국 합기도 수련자였다.